# Île Chamá
L'île Chamá est une petite île située dans le golfe de Panama, au sud-ouest de l'île de Taboga. Elle appartient administrativement à la  province de Panama.